# Abundantia von Spoleto

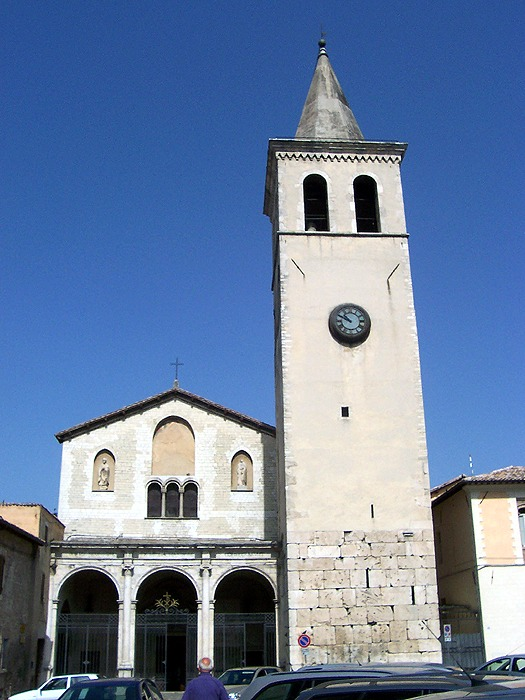
Kathedrale San Gregorio Maggiore

Abundantia war eine italienische Heilige.
Die Hl. Abundantia (* 789 (?) in Spoleto in Umbrien in Italien; † 19. Januar 804), der Überlieferung nach erzogen von Maiolus, dem 4. Abt von Cluny, ging mit ihm auf eine Wallfahrt ins Heilige Land. In ihrer Heimatstadt Spoleto errichtete sie eine später nach ihr benannte Katakombe, in der der Tradition zufolge 10.000 Märtyrer bestattet gewesen sein sollen. Der Name der Heiligen bedeutet Die Reiche und ist abgeleitet von der römischen Göttin des Wohlstands und des Überflusses, der Abundantia. Der Todestag der Hl. Abundantia ist ein katholischer Gedenktag. Sie ist Mitpatronin der Diözese Spoleto und soll schon in ihrer Kindheit Wunder vollbracht haben. So wurde über sie geschrieben: „Sie wurde bei Spoleto in Italien geboren und gab, kaum zur Welt gekommen, solch staunenswerthe Beweise ihrer höhern Berufung, dass sich Alles verwundert fragte: »Was wird wohl aus diesem Kinde werden.« Bei ihrer Taufe nämlich entzündeten sich die Kerzen ohne irgend ein menschliches Zutun und auch die Glocken fingen von selbst zu läuten an. Mit 8 Jahren war sie schon so innig mit dem göttlichen Jesuskind vertraut, dass sie gewürdigt wurde, von ihm neun goldene Äpfel zu empfangen und ihm die schönsten Winterblumen entgegenreichen zu dürfen. Vom Erzengel Raphael, der ihr als Schutzengel beigegeben war, wurde sie zum hl. Abte Majolus geführt und seiner Leitung übergeben. Sie machte auch eine Wallfahrt nach Jerusalem und brachte fünf Jahre in der Höhle des hl. Onuphrius zu.“ Als sie starb mitten im Winter sollen unter dem Geläut aller Glocken Blumen um sie gesprießt haben.
Die legendären Überlieferungen sind historisch nicht verifiziert. Tatsächlich gab es an dieser Stelle eine Nekropole, in der auch Gregor von Spoleto bestattet war und über der wohl schon im 6. Jahrhundert eine Kirche zu seiner Verehrung erbaut wurde. Funde aus dem 8./9. Jahrhundert belegen das. Die Kathedrale San Gregorio Maggiore, Spoleto, wie sie dort steht, wurde im 12. Jahrhundert an dieser Stelle erbaut und 1146 geweiht. Der Sarg mit den mutmaßlichen Gebeinen der Jungfrau Abundantia wurde 1854 aus ihrem Altar in die Krypta von San Gregorio versetzt. Ihr Todestag ist katholischer Gedenktag. Sie soll vom Erzengel Raphael, dem sie mehrfach begegnet war,  für das Jenseits die Heilige Kommunion als „Wegzehrung in die Ewigkeit“ empfangen haben.